# Ист-Фелишиана
Ист-Фелишиа́на (англ. East Feliciana Parish, фр. Paroisse de Feliciana Est) — приход штата Луизиана, США. Официально образован в 1824 году. По состоянию на 2010 год, численность населения составляла 20 267 человек.

## География
По данным Бюро переписи США, общая площадь прихода равняется 1 181,041 км2, из которых 1 173,271 км2 — суша, и 6,216 км2, или 0,500 % — это водоёмы.

## Население
По данным переписи населения 2000 года на территории прихода проживает 21 360 жителей в составе 6 699 домашних хозяйств и 5 030 семей. Плотность населения составляет 18,00 человек на км2. На территории прихода насчитывается 7 915 жилых строений, при плотности застройки около 7,00-ти строений на км2. Расовый состав населения: белые — 51,79 %, афроамериканцы — 47,08 %, коренные американцы (индейцы) — 0,16 %, азиаты — 0,23 %, гавайцы — 0,00 %, представители других рас — 0,18 %, представители двух или более рас — 0,54 %. Испаноязычные составляли 0,74 % населения независимо от расы.
В составе 35,60 % из общего числа домашних хозяйств проживают дети в возрасте до 18 лет, 52,40 % домашних хозяйств представляют собой супружеские пары, проживающие вместе, 18,00 % домашних хозяйств представляют собой одиноких женщин без супруга, 24,90 % домашних хозяйств не имеют отношения к семьям, 22,50 % домашних хозяйств состоят из одного человека, 8,50 % домашних хозяйств состоят из престарелых (65 лет и старше), проживающих в одиночестве. Средний размер домашнего хозяйства составляет 2,76 человека, и средний размер семьи 3,26 человека.
Возрастной состав прихода: 25,70 % моложе 18 лет, 9,30 % от 18 до 24, 30,70 % от 25 до 44, 23,70 % от 45 до 64 и 23,70 % от 65 и старше. Средний возраст жителя прихода 36 лет. На каждые 100 женщин приходится 116,50 мужчин. На каждые 100 женщин старше 18 лет приходится 119,40 мужчин.
Средний доход на домохозяйство прихода составлял 31 631 USD, на семью — 37 278 USD. Среднестатистический заработок мужчины был 31 804 USD против 20 243 USD для женщины. Доход на душу населения составлял 15 428 USD. Около 18,30 % семей и 23,00 % общего населения находились ниже черты бедности, в том числе — 28,70 % молодежи (тех, кому ещё не исполнилось 18 лет) и 21,20 % тех, кому было уже больше 65 лет.